# Ericus Ketarenius
Ericus Pauli Ketarenius, född på 1600-talet, död 1664, var en svensk-finsk präst.

## Biografi
Ericus Ketarenius blev 1 november 1637 student vid Uppsala universitet och 1640 eller 1641 vid Kungliga Akademien i Åbo. Han prästvigdes och blev 28 augusti 1644 kaplan i Finska församlingen, Stockholm, tillträdde. Ketarenius blev 20 augusti 1646 nådårspräst i församlingen och 1647 kyrkoherde i församlingen, tillträdde 1 maj 1648. Han blev 1661 kyrkoherde i Sagu församling och tog 29 maj 1661 avsked från Stockholms konsistorium. Ketarenius avled 1664.

### Familj
Ketarenius var gift med Margareta Echman. De fick tillsammans barnen Margeta Ketarenius (född 1646), Lisabet Ketarenius (född 1949), Margreta Ketarenius (född 1650), Anna Ketarenius (född 1659) och adjunkten Erik Ketarenius